# Maurizio Zamparini
Maurizio Zamparini (Bagnaria Arsa, 9 de junho de 1941 – Cotignola, 1 de fevereiro de 2022) foi um empresário e dirigente esportivo italiano, mais conhecido por ter sido proprietário do Palermo entre 2002 e 2017 e de 2017 a 2018.

## Carreira
Dono da rede de lojas de departamentos Emmezeta, Zamparini administrou, entre 1972 a 2001, 20 shopping centers, que foram vendidos em 2001. Ele ainda chegou a jogar futebol na juventude, atuando como atacante no Sevegliano e no Trevigiana antes de se aposentar com apenas 20 anos.
Em 1986, voltou ao futebol após comprar o Pordenone, assumindo em seguida o controle do Venezia, evitando a falência do clube. Sob seu comando, os arancioneroverdi subiriam até a primeira divisão italiana em 1997–98, 32 anos depois da última participação. Com a queda do Venezia para a segunda divisão em 2001–02, Zamparini vendeu a equipe.
Em 2002, assumiu como sócio majoritário do Palermo, prometendo levar o time siciliano até a Série A, que viria a ocorrer na temporada 2003–04. O empresário, que chegou a ser suspenso em 2012 (a punição foi diminuída para 5 meses após um recurso) deixou o Palermo pela primeira vez em fevereiro de 2017, anunciando que venderia sua parte a um grupo anglo-americano, sendo substituído por Paul Baccaglini. Este, no entanto, deixaria o cargo em julho.
Zamparini optou em não assumir a presidência do Palermo, passando a integrar o conselho de administração. O cargo de presidente dos Rosaneri ficou vago até a nomeação de Giovanni Giammarva em novembro de 2017, e em dezembro do ano seguinte, foi anunciada a venda do Palermo a uma empresa sediada em Londres pelo preço simbólico de 10 libras.

## Demissões de técnicos
Famoso por seu temperamento explosivo, Zamparini também ganhou notoriedade por demitir e contratar treinadores: em 32 anos, foram 66 técnicos (entre efetivos e interinos) que passaram por Venezia e Palermo, com maior destaque para a equipe siciliana: Roberto Pruzzo (ex-jogador da Roma) foi o primeiro técnico demitido por Zamparini no Palermo, e seu substituto, Ezio Glerean, durou apenas uma rodada.
Em 17 anos, a média de técnicos no Palermo era de 2,5 por ano, enquanto a do Venezia era de 2. Giuseppe Iachini, que chegou a jogar nos Arancioneroverdi quando Zamparini era o presidente e que trabalharia como diretor de futebol por uma temporada, é o treinador com mais tempo de comando, seguido por Francesco Guidolin e Delio Rossi (nenhum deles de forma seguida). O ponto alto das demissões foi em 2015–16, quando Zamparini demitiu 7 treinadores: Iachini, Davide Ballardini, Fabio Viviani, Giovanni Bosi, Giovanni Tedesco, Guillermo Barros Schelotto (não chegou a treinar o Palermo em nenhuma partida oficial) e Walter Novellino. A última demissão promovida pelo empresário foi a de Bruno Tedino, em abril de 2018.

## Vida pessoal e morte
Casado por 2 vezes, Zamparini teve 5 filhos - em outubro de 2021, Armando, seu filho mais novo, morreu em Londres. Em dezembro, foi submetido a uma cirurgia de emergência no Hospital Santa Maria della Misericordia, em Údine, após uma peritonite que o havia acometido dias antes. Com o agravamento de seu estado de saúde, foi internado em um hospital de Cotignola, vindo a falecer em 1 de fevereiro de 2022.